# Elena Mureșianu
Elena Mureșianu właśc. Elena Popovici (ur. 13 września 1862 w Braszowie, zm. 1924 tamże) – rumuńska malarka.

## Życiorys
Była córka Ioana Bucura Popovici. Uczyła się w szkole rzemiosła artystycznego dla kobiet w Wiedniu. Wcześnie straciła rodziców i trafiła pod opiekę wuja Gheorghe Nicy. W październiku 1888 wyszła za mąż za Aurela Mureșianu, z którym miała dwoje dzieci (Aurela i Elenę). W 1894 była inicjatorką utworzenia w Siedmiogrodzie Narodowego Związku Kobiet Rumuńskich.

## Twórczość
Większość obrazów Eleny Mureșianu stanowią portrety i martwe natury. Niewiele z tych obrazów przetrwało do dziś, znajdują się one głównie w Muzeum Sztuki w Braszowie.

## Pamięć
W 2023 ukazał się zbiór listów Eleny Mureșianu w opracowaniu Theodory Elizy Vacarescu i Any-Marii Teodorescu.

## Galeria

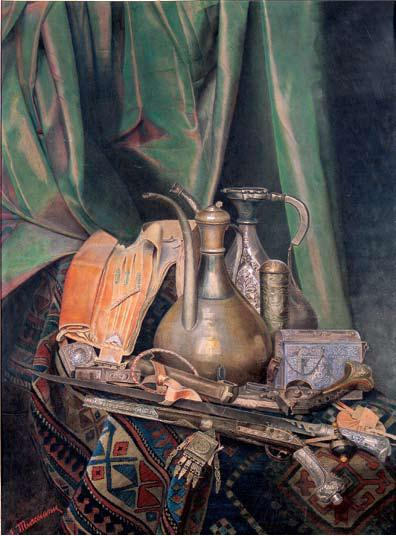
Arme bosnicace
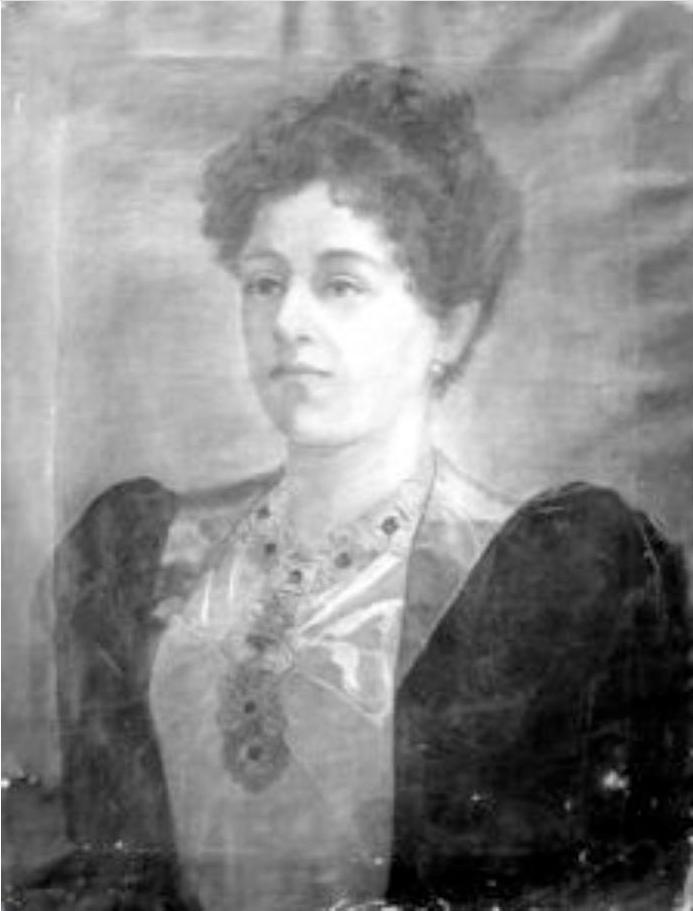
Autoportret
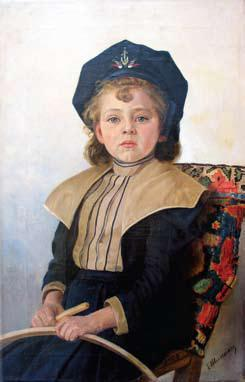
Portret Aidy Muresianu
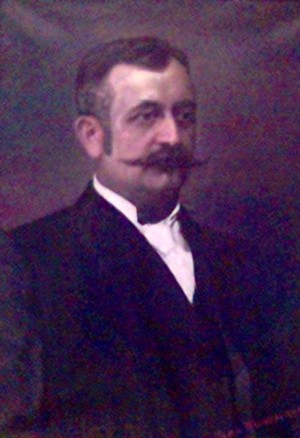
Portret Andrei Barseanu
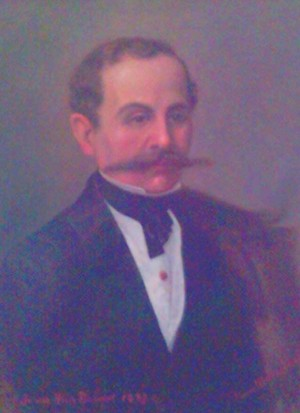
Portret Ioana Nicy Nichifora